# Sandro Mendes
Sandro Miguel Laranjeira Mendes, noto semplicemente come Sandro Mendes (Pinhal Novo, 4 febbraio 1977), è un allenatore di calcio ed ex calciatore capoverdiano con cittadinanza portoghese, di ruolo centrocampista.

## Palmarès

### Giocatore

#### Competizioni nazionali
- Coppa del Portogallo: 1

Vitoria Setubal: 2004-2005
- Coppa di Lega portoghese: 1

Vitória Setúbal: 2007-2008